# Sanmartinit
Sanmartinit ist ein sehr selten vorkommendes Mineral aus der Mineralklasse der „Oxide und Hydroxide“ mit der chemischen Zusammensetzung Zn(WO4) und damit chemisch gesehen Zinkwolframat.
Sanmartinit ist zudem das Zink-Analogon von Ferberit (Fe(WO4)) und Hübnerit (Mn(WO4)).
Das Mineral kristallisiert im monoklinen Kristallsystem, konnte bisher jedoch nur in Form von faserigen bis feinkörnigen Massen mit mikroskopisch kleinen, tafeligen Kristallen bis etwa 60 μm entdeckt werden. Die Oberflächen der Kristalle zeigen einen harzähnlichen Glanz. Das Mineral ist von rötlichbrauner Farbe mit dunkelroten, inneren Reflexionen, kann aber auch dunkelbraun bis schwarzbraun sein. Auch die Strichfarbe von Sanmartinit ist rotbraun und das Mineral damit idiochromatisch.

## Etymologie und Geschichte
Entdeckt wurde das Mineral erstmals in einigen Erzproben bei der Prospektion der Wolframlagerstätte Los Cerillos etwa 7 km südwestlich von San Martin in der argentinischen Provinz San Luis. Die Analyse und Erstbeschreibung erfolgte 1948 durch Victorio Angelelli und Samuel G. Gordon, die das Mineral nach dessen Typlokalität benannten.
Da Sanmartinit bereits vor der Gründung der International Mineralogical Association (IMA) 1958 bekannt war, ist er als sogenanntes grandfathered Mineral als eigenständige Mineralart anerkannt.
Typmaterial des Minerals wird in den Mineralogischen Sammlungen des Harvard Mineralogical Museums (HMM) der Harvard University in Cambridge (Massachusetts) unter der Inventar-Nr. 134566, des Natural History Museums (NHM) in London (England, UK) unter der Inventar-Nr. 1978,353 und des National Museums of Natural History (NMNH) in Washington, D.C. (USA) unter den Inventar-Nr. 105681 und 137479 sowie des Naturhistorischen Museums Academy of Natural Sciences (ANS) der Drexel University in Philadelphia (Pennsylvania, USA) unter der Inventar-Nr. 25575 aufbewahrt.

## Klassifikation
In der veralteten 8. Auflage der Mineralsystematik nach Strunz gehörte der Sanmartinit zur Mineralklasse der „Oxide und Hydroxide“ und dort zur Abteilung „MO2- und verwandte Verbindungen“, wo er gemeinsam mit Ferberit, Hübnerit und Wolframit sowie im Anhang mit Raspit in der „Wolframit-Reihe“ mit der Systemnummer IV/D.08 steht.
In der zuletzt 2018 überarbeiteten Lapis-Systematik nach Stefan Weiß, die formal auf der alten Systematik von Karl Hugo Strunz in der 8. Auflage basiert, erhielt das Mineral die System- und Mineralnummer IV/D.16-030. Dies entspricht der Klasse der „Oxide und Hydroxide“ und dort der Abteilung „Oxide mit dem Stoffmengenverhältnis Metall : Sauerstoff = 1 : 2 (MO2 und verwandte Verbindungen)“, wo Sanmartinit zusammen mit Ferberit, Heftetjernit, Huanzalait, Hübnerit, Rossovskyit und Wolframo-Ixiolith (D) die „Wolframitreihe“ mit der Systemnummer IV/D.16 bildet.
Die von der International Mineralogical Association (IMA) zuletzt 2009 aktualisierte 9. Auflage der Strunz’schen Mineralsystematik ordnet den Sanmartinit in die Klasse der „Oxide (Hydroxide, V[5,6]-Vanadate, Arsenite, Antimonite, Bismutite, Sulfite, Selenite, Tellurite, Iodate)“ und dort in die Abteilung „Metall : Sauerstoff = 1 : 2 und vergleichbare“ ein. Hier ist das Mineral in der Unterabteilung „Mit mittelgroßen Kationen; Ketten kantenverknüpfter Oktaeder“ zu finden, wo es zusammen mit Ferberit, Heftetjernit, Hübnerit, Krasnoselskit und Magnesiowolframit die „Wolframit-Gruppe“ mit der Systemnummer 4.DB.30 bildet.
In der vorwiegend im englischen Sprachraum gebräuchlichen Systematik der Minerale nach Dana hat Sanmartinit die System- und Mineralnummer 48.01.01.03. Das entspricht der Klasse der „Phosphate, Arsenate und Vanadate“ und dort der Abteilung „Molybdate und Wolframate“. Hier findet er sich innerhalb der Unterabteilung „Wasserfreie Molybdate und Wolframate mit A XO4“ in der Gruppe „Wolframit-Reihe“, in der auch Wolframit, Hübnerit, Ferberit und Heftetjernit eingeordnet sind.

## Chemismus
In der idealen (theoretischen) Zusammensetzung von Sanmartinit (ZnWO4) besteht das Mineral im Verhältnis aus je einem Zink- (Zn) und einem Wolfram- (W) sowie vier Sauerstoffatomen (O) pro Formeleinheit. Dies entspricht einem Massenanteil (Gewichtsprozent) von 20,88 Gew.-% Zn, 58,69 Gew.-% W und 20,43 Gew.-% O oder in der Oxidform 25,98 Gew.-% ZnO und 74,02 Gew.-% WO3.
Die Analyse des Typmaterials aus der Wolframlagerstätte Los Cerillos in Argentinien, durchgeführt von Horace Hallowell, ergab dagegen eine leicht abweichende Zusammensetzung von 18,18 Gew.-% ZnO und 72,62 Gew.-% WO3 sowie zusätzliche Fremdbeimengungen von 7,24 Gew.-% FeO, 1,73 Gew.-% MnO, 1,48 Gew.-% CaO und 0,24 Gew.-% unlösliche Bestandteile. Eine weitere, von Pete J. Dunn mittels Mikrosondenanalyse durchgeführte und 1978 publizierte Untersuchung ergab eine Zusammensetzung von 23,00 Gew.-% ZnO, 73,41 Gew.-% WO3,  4,67 Gew.-% FeO und 0,22 Gew.-% MnO.
Diese Werte zeigen, dass die Zusammensetzung von Sanmartinit recht variabel ist und zwischen den empirischen Formeln (Zn0,52Fe0,46Mn0,02)WO4 und (Zn0,81Fe0,18Mn0,01)WO4 liegt. Diese wurde zur Mischformel (Zn0,81Fe0,18)Σ=0,99WO4 beziehungsweise allgemein zu (Zn,Fe2+)WO4 idealisiert.
Die in den runden Klammern angegebenen Elemente Zink und Eisen können sich dabei in der Formel jeweils gegenseitig vertreten (Substitution, Diadochie), stehen jedoch immer im selben Mengenverhältnis zu den anderen Bestandteilen des Minerals.

## Kristallstruktur
Sanmartinit kristallisiert isotyp mit Wolframit in der  Raumgruppe P2/c (Raumgruppen-Nr. 13) mit den Gitterparametern a = 4,69 Å; b = 5,73 Å; c = 4,92 Å und β = 90,8° sowie zwei Formeleinheiten pro Elementarzelle.

## Bildung und Fundorte
Sanmartinit bildet sich als seltenes Verwitterungsprodukt aus Scheelit in Quarz-Adern zwischen Graniten und granitischen Pegmatiten, die in präkambrische, kristalline Schiefer eindrangen. Als Begleitminerale wurden neben Scheelit und Quarz unter anderem noch Beryll, Chalkopyrit, Muskovit, Pyrit, Sphalerit, Turmalin und Willemit entdeckt.
Sanmartinit gehört zu den sehr seltenen Mineralbildungen und konnte nur in wenigen Mineralproben nachgewiesen werden. Weltweit sind bisher nur fünf Fundstätten für Sanmartinit dokumentiert. Außer an seiner Typlokalität Los Cerillos bei San Martín fand sich das Mineral in Argentinien nur noch in der bis 1965 betriebenen und aufgelassenen Los Cóndores Mine bei Concarán (ebenfalls Provinz San Luis).
Des Weiteren konnte Sanmartinit noch in der Chojlla Mine bei Yanacachi im bolivianischen Departamento La Paz, am Lime Hill (deutsch: Kalksteinhügel) im Inverness County in der kanadischen Provinz Nova Scotia und nahe der Bergbausiedlung Mulatos im Municipio Sahuaripa des mexikanischen Bundesstaates Sonora entdeckt werden.